# Dendrocephalus cornutus
Dendrocephalus cornutus är en kräftdjursart som beskrevs av Pereira och Denton Belk 1987. Dendrocephalus cornutus ingår i släktet Dendrocephalus och familjen Thamnocephalidae. Inga underarter finns listade i Catalogue of Life.